# Pließkowitz

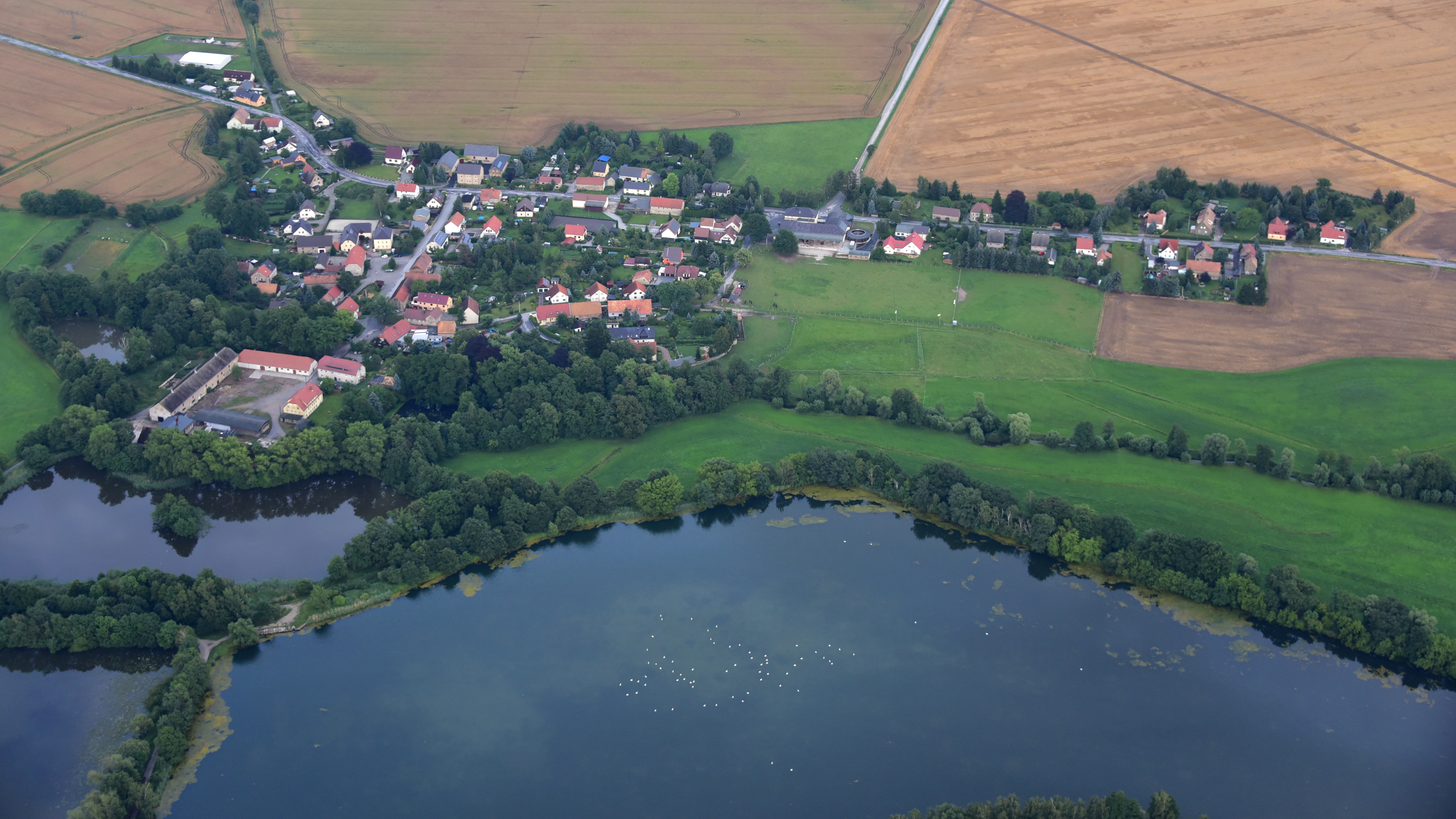
Pließkowitz, Luftaufnahme (2017)

Pließkowitz, obersorbisch Plusnikecyⓘ, ist ein Dorf im ostsächsischen Landkreis Bautzen und gehört seit 1936 zur Gemeinde Malschwitz. Es liegt in der Oberlausitz und befindet sich im Siedlungsgebiet der Sorben.

## Geografie

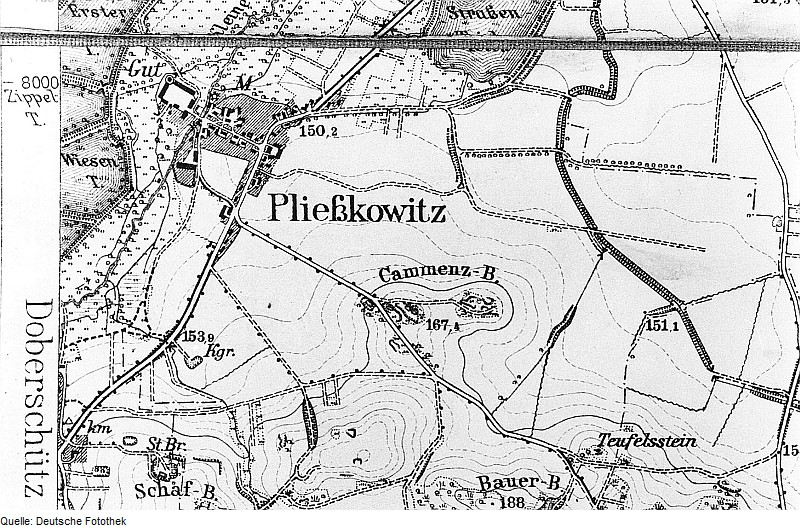
Pließkowitz auf einem Messtischblatt von 1906. Die Siedlung an der Bautzener Landstraße ist noch nicht ausgebaut.

Pließkowitz ist eine mittelgroße Gutssiedlung mit Gutsblockflur, etwa sieben Kilometer nordöstlich von Bautzen und 1,7 km südwestlich von Malschwitz an der Grenze der Naturräume Oberlausitzer Gefilde und Oberlausitzer Heide- und Teichgebiet gelegen. Die alte Gutssiedlung bildet den nördlichen Teil des heutigen Dorfes und verläuft in westöstlicher Richtung, wobei sie vom eigentlichen Gutshof am Westende durch die Kleine Spree getrennt wird. Der Siedlungsteil direkt an der Bautzener Landstraße entwickelte sich erst in der zweiten Hälfte des 20. Jahrhunderts.
Westlich und nördlich von Pließkowitz erstreckt sich eine Reihe von Fischteichen, die durch die Kleine Spree gespeist werden. Im Nordosten liegt zwischen Pließkowitz und Malschwitz der Straßenteich. Die östliche Umgebung wird landwirtschaftlich genutzt, der Bodentyp ist Braunerde. Am Weg nach Kleinbautzen erhebt sich der 188 m hohe Bauerberg mit dem Teufelsstein, einer markanten Felsformation, die früher mutmaßlich als Sonnenheiligtum diente.
Die Nachbarorte sind Malschwitz im Nordosten, Kleinbautzen im Südosten, Doberschütz im Südwesten sowie Niedergurig und Briesing hinter den Teichen im Westen.

## Geschichte
Die slawische Siedlung wurde erstmals 1327 als Allod mit dem Namen Pluskewicz erwähnt und ist seit 1375 als Herrensitz von Petrus und Nycolaus verzeichnet. Bereits vorher bestand in der Nähe des heutigen Gutes eine Wasserburg. Die Grundherrschaft im Ort lag bis ins 19. Jahrhundert beim hiesigen Rittergut, das durchgängig existierte.
Im Mai 1813 kam es im Rahmen der Schlacht bei Bautzen um Pließkowitz zu heftigen Gefechten.
Noch 1914 besaß das Pließkowitzer Gut von der 298 ha großen Flur insgesamt 224 ha, darunter 28 ha Wasserfläche (Teiche) und eine Brennerei. Im Dorf gab es zudem eine Mühle. Das Herrenhaus des Gutes wurde in seiner heutigen Form 1840 errichtet.
Pließkowitz war bis 1936 eine eigenständige Landgemeinde; dann wurde es nach Malschwitz eingemeindet.

### Ortsname
Der Ortsname auf -itz ist altsorbischen Ursprungs und bedeutet in der theoretischen Urform Plusnikowica vermutlich so viel wie „Siedlung an einem feuchten, sumpfigen Ort“ oder „Ort, an dem das Wasser plätschert“ – vgl. pluskotać („plätschern“) im modernen Obersorbischen.
Über die Jahrhunderte sind zahlreiche unterschiedliche Namensformen erwähnt, u. a. Plussinkewicz (1399), Plußkewicz (1419), Plißinckwicz (1447), Plißkwitz (1485), Plußnickewitz, Pluschkewitcz (beide 1503) und ab 1791 die heutige Form. Als umgangssprachliche Bezeichnung wird in Karten von 1844 auch Plischwitz erwähnt.

## Bevölkerung
Bereits im 18. Jahrhundert war Pließkowitz ein relativ großer Ort; 1834 hatte es 207 Einwohner. Diese Zahl stieg durch das 19. Jahrhundert hinweg stetig an. 1884/85 zählte Arnošt Muka 244 Einwohner, von denen 233 Sorben waren. Auch 1925 war die Mehrheit noch sorbischsprachig. Der Gebrauch des Sorbischen ist im Ort seitdem zurückgegangen.
In der zweiten Hälfte des 20. Jahrhunderts stieg die Bevölkerungszahl zunächst bis 1990 weiter an. Nach der politischen Wende war ein steter Rückgang zu verzeichnen.
Seit der Reformation ist die Bevölkerung überwiegend evangelisch-lutherisch; im Jahr 1925 gab es zudem noch 10 % Katholiken. Der evangelische Anteil ist bereits seit dem 16. Jahrhundert nach Malschwitz gepfarrt.

## Wirtschaft und Infrastruktur
Die Staatsstraße 109 (Bautzen – Niesky) verläuft direkt durch Pließkowitz. Die Bundesstraße 156 (Bautzen – Weißwasser) ist nur drei Kilometer entfernt. Die Anschlussstelle Bautzen-Ost der A 4 ist fünf Kilometer entfernt.
Am Bauerberg und am südlich gelegenen Schafberg bestehen große Granodioritsteinbrüche.

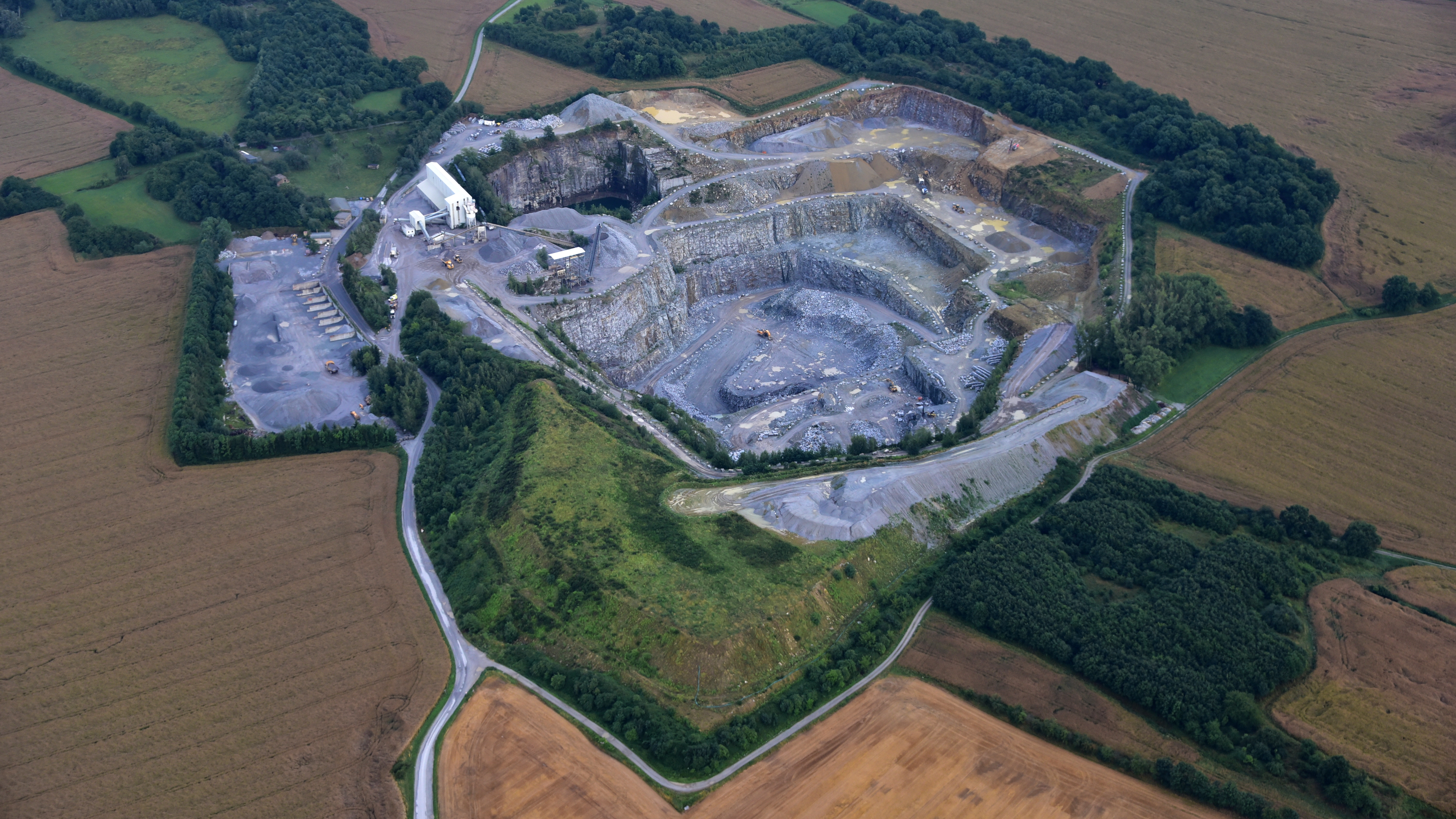
Pließkowitz, Steinbruch, Luftaufnahme (2017)